# 巴尔德彼拉戈斯
巴尔德彼拉戈斯，是西班牙马德里自治区的一个市镇。总面积18平方公里，总人口323人（2001年），人口密度18人/平方公里。